# Marcel Felder
Marcel Felder (Montevideo, 9 de julio de 1984) es un tenista uruguayo. Fue durante algunos años la "primera raqueta" de Uruguay. En Copa Davis ganó 36 partidos de 60 disputados.

## Carrera
A nivel individual ha ganado 17 torneos futures, no ha ganado títulos ATP, ni torneos challenger (fue finalista en Ciudad de México), siendo su mejor actuación en Wimbledon 2012, donde llegó hasta la Q3, obteniendo sendas victorias en la Q1 y la Q2 ante el rumano Víctor Crivoi por 6-0, 6-1 y ante el británico Kyle Edmund por 0-6, 7-62, 6-2 respectivamente. Finalmente cayó derrotado en la Q3 ante el francés Kenny de Schepper por 3-6, 2-6, 3-6.
En cuanto a la modalidad de dobles es donde tiene sus mejores resultados, obteniendo 9 torneos challengers y 22 futures. La mejor actuación fue en el torneo de dobles de Wimbledon 2012 ingresando al cuadro principal junto al tunecino Malek Jaziri como pareja, siendo derrotados por la pareja india, séptimos cabeza de serie Mahesh Bhupathi y Rohan Bopanna por 6-0, 7-6, 6-2.
Ha ganado durante su trayectoria, 9 torneos challengers, siempre en modalidad de dobles. Los dos primeros fueron junto al argentino Brian Dabul, ganando los torneos de Manta en el año 2005 y el de Campos do Jordão.
En el año 2011 se hace de 3 torneos. Gana en marzo en Pereira con el local Carlos Salamanca como pareja. En septiembre obtiene el challenger de Campinas también con otro local como pareja, Caio Zampieri.Una semana más tarde y también en Brasil se queda con el challenger de Recife, esta vez junto al argentino Guido Andreozzi. 
En 2012 obtuvo 4 torneos challengers. En Santiago y San Pablo junto al chileno Paul Capdeville como pareja. En Rio Quente junto al argentino Guido Andreozzi, y en Caltanisetta en pareja con el croata Antonio Veic.
Ganó la medalla de oro en el singles masculino de los Juegos Macabeos de 2013.

## Títulos; 48 (17 + 31)
| Leyenda                     | Individuales | Dobles |
| --------------------------- | ------------ | ------ |
| Grand Slam                  | 0            | 0      |
| ATP World Tour Finals       | 0            | 0      |
| ATP World Tour Masters 1000 | 0            | 0      |
| ATP World Tour 500 Series   | 0            | 0      |
| ATP World Tour 250 Series   | 0            | 0      |
| ATP Challenger Series       | 0            | 9      |
| Futures                     | 17           | 22     |

### Individuales (17)
| No. | Fecha      | Torneo         | Superficie    | Rival                     | Resultado     |
| 1.  | 07.04.2005 | México F2      | Dura          | Tobias Clemens            | 6-3, 6-4      |
| 2.  | 30.01.2006 | Colombia F2    | Dura          | Daniel Muñoz de la Nava   | 6-3, 6-4      |
| 3.  | 06.0..2006 | México F3      | Dura          | Adriano Biasella          | 6-3, 6-3      |
| 4.  | 21.01.2008 | Costa Rica F1  | Dura          | Carlos Avellan            | 6-3, 6-2      |
| 5.  | 12.05.2008 | Brasil F4      | Dura          | Andre Miele               | 6-1, 6-4      |
| 6.  | 19.05.2008 | Brasil F5      | Tierra batida | Eric Gomes                | 6-1, 6-4      |
| 7.  | 25.08.2008 | Argentina F8   | Tierra batida | Alejandro Fabbri          | 6-1, 3-6, 6-4 |
| 8.  | 22.09.2008 | México F9      | Dura          | Miguel Gallardo-Valles    | 6-4, 5-7, 6-4 |
| 9.  | 17.08.2009 | Colombia F4    | Tierra batida | Alejandro González        | 6-4, 4-6, 6-3 |
| 10. | 05.04.2010 | Brasil F1      | Tierra batida | Rafael Camilo             | 7-6(4), 6-4   |
| 11. | 26.04.2010 | Brasil F4      | Tierra batida | Eladio Ribeiro Neto       | 4-6, 6-3, 6-4 |
| 12. | 31.01.2011 | El Salvador F1 | Tierra batida | Agustín Velotti           | 6-4, 7-6(7)   |
| 13. | 23.05.2011 | México F4      | Dura          | Christopher Díaz-Figueroa | 6-3, 6-2      |
| 14. | 13.06.2011 | México F7      | Dura          | Artem Sitak               | 2-6, 6-4, 6-4 |
| 15. | 08.08.2011 | Ecuador F5     | Tierra batida | Iván Endara               | 4-6, 7-5, 6-1 |
| 16. | 21.08.2011 | México F8      | Dura          | Adam El Mihdawy           | 6-3, 6-2      |
| 17. | 21.05.2017 | México F4      | Dura          | Manuel Sánchez Montemayor | 3-6 6-4, 6-4  |

### Dobles (31)

#### ATP Challenger Series
| N.º | Fecha      | Torneo                         | Superficie | Pareja           | Rivales                          | Resultado           |
| --- | ---------- | ------------------------------ | ---------- | ---------------- | -------------------------------- | ------------------- |
| 1.  | 21.08.2005 | Challenger de Manta            | Dura       | Brian Dabul      | Franco Ferreiro Marcelo Melo     | 6-3, 4-6, 6-4       |
| 2.  | 04.08.2008 | Challenger de Campos do Jordão | Dura       | Brian Dabul      | Marcio Torres Izak Van der Merwe | 6-4 7-6(9)          |
| 3.  | 04.03.2011 | Challenger de Pereira          | Tierra     | Carlos Salamanca | Alejandro Falla Eduardo Struvay  | 7-6(5), 6-4         |
| 4.  | 19.09.2011 | Challenger de Campinas         | Tierra     | Caio Zampieri    | Fabricio Neis Joao Pedro Sorgi   | 7-5, 6-4            |
| 5.  | 26.09.2011 | Challenger de Recife-1         | Dura       | Guido Andreozzi  | Rodrigo Grilli Andre Miele       | 6-3, 6-3            |
| 6.  | 10.03.2012 | Challenger de Santiago         | Tierra     | Paul Capdeville  | Jorge Aguilar Daniel Garza       | 6-7(3), 6-4, [10-7] |
| 7.  | 29.04.2012 | Challenger de San Pablo-2      | Tierra     | Paul Capdeville  | Andre Ghem Joao Pedro Sorgi      | 7-5 6-3             |
| 8.  | 13.05.2012 | Challenger de Río Quente       | Tierra     | Guido Andreozzi  | Augusto Laranja Thiago Alves     | 6-3, 6-3            |
| 9.  | 09.06.2012 | Challenger de Caltanissetta    | Tierra     | Antonio Veic     | Omar Giacalone Gianluca Naso     | 5-7, 7-6, 10-6      |

#### Futures
| N.º | Fecha      | Torneo       | Superficie    | Pareja                      | Rivales                                    | Resultado       |
| --- | ---------- | ------------ | ------------- | --------------------------- | ------------------------------------------ | --------------- |
| 1.  | 14.02.2005 | Cuba F1      | Dura          | Martín Vilarrubi            | Ricardo Chile Yohny Romero                 | 7-62, 6-4       |
| 2.  | 22.08.2005 | Ecuador F1   | Dura          | Brian Dabul                 | Nicholas Monroe Sam Warburg                | 7-5, 5-7, 6-2   |
| 3.  | 07.11.2005 | Venezuela F7 | Dura          | Brian Dabul                 | Pablo Cuevas Horacio Zeballos              | 7-5, 6-4        |
| 4.  | 14.11.2005 | Venezuela F8 | Dura          | Brian Dabul                 | Piero Luisi David Navarrete                | 7-5, 6-4        |
| 5.  | 30.01.2006 | Colombia F2  | Tierra batida | Brian Dabul                 | Pablo Cuevas Martín Vilarrubi              | 6-3, 6-2        |
| 6.  | 20.03.2006 | Cuba F1      | Dura          | Martín Vilarrubi            | Ricardo Chile-Fonte Sandor Martínez-Breijo | 6-3, 6-4        |
| 7.  | 17.04.2006 | Uruguay F2   | Tierra batida | Brian Dabul                 | Diego Cristin Martín Vilarrubi             | 6-3, 6-0        |
| 8.  | 27.11.2006 | Uruguay F4   | Tierra batida | Brian Dabul                 | Guillermo Carry Antonio Pastorino          | 3-6, 6-2, 6-2   |
| 9.  | 30.04.2007 | Colombia F3  | Tierra batida | Pablo González              | Carlos Avellan Daniel Garza                | 6-4, 6-0        |
| 10. | 17.05.2007 | Colombia F4  | Tierra batida | Pablo González              | Daniel Garza Michael Quintero              | 6-3, 6-4        |
| 11. | 04.06.2007 | Italia F17   | Tierra batida | Miquel Pérez                | Enrico Burzi Ismar Gorcic                  | 2-6, 6-3, 6-2   |
| 12. | 26.11.2007 | Uruguay F1   | Tierra batida | Miquel Pérez                | Pablo Galdón Alejandro Kon                 | 6-3, 6-3        |
| 13. | 03.12.2007 | Uruguay F2   | Tierra batida | Miquel Pérez                | Guillermo Bujniewicz Alejandro Fabbri      | 5-7, 6-3, 10-8  |
| 14. | 23.08.2010 | Brasil F21   | Tierra batida | Rafael Camilo               | Andre Ghem Rodrigo Guidolin                | 6-4, 5-7, 14-12 |
| 15. | 06.09.2010 | Brasil F23   | Tierra batida | Fernando Romboli            | Diego Matos Andre Miele                    | 7-64, 4-6, 10-4 |
| 16. | 07.02.2011 | Panamá F1    | Tierra batida | Martín Cuevas               | Boris Nicola Bakalov Alex Satschko         | 7-5, 6-3        |
| 17. | 30.05.2011 | México F5    | Dura          | Christopher Díaz            | Luis Díaz Barriga Miguel Reyes Varela      | 3-6, 6-3, 10-5  |
| 18. | 22.08.2011 | México F9    | Dura          | Daniel Garza                | Marcelo Arévalo Robert McKenzie            | 7-5, 7-64       |
| 19. | 22.05.2016 | Túnez F19    | Tierra batida | Cristóbal Saavedra-Corvalán | Carlos Taberner Kento Yamada               | 6-3, 6-0        |
| 20. | 29.05.2016 | Túnez F20    | Dura          | Cristóbal Saavedra-Corvalán | Antonio Campo Pietro Rondoni               | 6-4, 6-2        |
| 21. | 26.06.2016 | Italia F16   | Tierra batida | Patricio Heras              | Eduardo Dischinger Joao Domingues          | 6-4, 6-3        |
| 22. | 31.07.2016 | Italia F22   | Tierra batida | Antonio Massara             | Alessandro Colella Giacomo Miccini         | 6-4, 6-1        |

### Finalista  Challenger (1)
| No. | Fecha      | Torneo                     | Superficie | Rival       | Resultado        |
| 1.  | 13.04.2009 | Challenger de León, México | Dura       | Dick Norman | 6–4, 6–7(6), 7–5 |